# 崔炯佑
崔 炯佑（チェ・ヒョンウ、朝鮮語: 최형우、1935年10月15日 - ）は、大韓民国の政治家。第8・9・10・13・14・15代韓国国会議員。本貫は慶州崔氏。号は温山（オンサン、온산/溫山）。カトリック教徒。
金泳三の側近で、金東英と共に「左東英右炯佑」と呼ばれる。

## 経歴
日本統治時代の朝鮮で慶尚南道の蔚州郡西生面に生まれた。釜山工業高等学校、東国大学校法政大学政治科卒。カリフォルニア大学バークレー校国際政治学修了。4・19、6・3青年民主守護闘争委員会事務総長。
第8代総選挙に新民党の公認で立候補して当選し、その後も5期議員の職を務めた。他に民推協幹事長を務めた。
盧泰愚政権では政務長官、金泳三政権では内務部長官（1993年12月22日から1994年12月23日まで、通算第58代）をそれぞれ務めていた。特に金泳三政権初期では与党の民主自由党の事務総長を務めたが、新聞が次男の大学入試問題をスクープしたため辞任した。その後は江原道の新興寺などの寺院および中国で数か月過ごした後、金泳三政権の内務部長官に就任した。内務部長官在任中は京畿道の分割の試みに失敗したものの、救助救急隊119の誕生、殉職消防隊員の国立墓地での埋葬に向ける法整備の実現、直轄市および蔚山市の広域市への昇格に関する作業、「デジタル民主主義」の推進などの功績を残した。
晩年は病気により行動が不便であるが、2015年に金泳三の死去時は葬儀場に行って号泣した。2023年4月、国家報勲処により4・19有功者に認定された。

## 親族
息子も政党で活動しており、ハンナラ党中央委員会建設分科副委員長を務めたことがある。